# Аничково (Костромская область)
Аничково — деревня в составе Дмитриевского сельского поселения Галичского района Костромской области России.

## География
Деревня расположена на берегу реки Ихтема.

## История
Согласно Спискам населённых мест Российской империи в 1872 году деревня относилась к 1 стану Галичского уезда Костромской губернии. В ней числилось 8 дворов, проживало 40 мужчин и 44 женщины.
Согласно переписи населения 1897 года в деревне проживало 117 человек (47 мужчин и 70 женщин).
Согласно Списку населённых мест Костромской губернии в 1907 году деревня относилась к Костомской волости Галичского уезда Костромской губернии. По сведениям волостного правления за 1907 год в ней числилось 28 крестьянских дворов и 151 житель. Основными занятиями жителей деревни были малярный и плотницкий промыслы.
До муниципальной реформы 2010 года деревня входила в состав Кабановского сельского поселения.

## Население
| 2008 | 2010 | 2012 | 2014 |
| ---- | ---- | ---- | ---- |
| 5    | ↘0   | ↗3   | →3   |